# エポス
エポス（英:epos）は、スイスの時計メーカーである。日本代理店はユーロ・パッションである。

## 概要
1983年のクオーツショックの際、ピーターホファーと妻のエルナによって設立された。2002年、Ursula Forsterとその夫であるTamdi Chongeが所有者および取締役に就任した。2014年、彼らの息子であるシンチョンジが取締役会長として会社の責任を引き受けた。企業はMODE9（UK）LTDによってイギリスで配布されている。